# Giorgio Biguzzi
Giorgio Biguzzi (Cesena, 4 febbraio 1936 – Parma, 1º luglio 2024) è stato un vescovo cattolico italiano.

## Biografia
Nacque a Cesena, sede vescovile allora in provincia di Forlì, il 4 febbraio 1936.

### Formazione e ministero sacerdotale
Compì i suoi primi studi a Cesena, nel seminario diocesano, poi a Bologna in quello regionale. Al secondo anno di teologia, scoprì la vocazione per l'opera missionaria ed entrò nell'ordine dei saveriani.
Nel 1957 divenne novizio a San Pietro in Vincoli, poi si trasferì presso la casa madre a Parma fino al 1960.
Il 16 ottobre 1960 fu ordinato presbitero, a Parma, dall'arcivescovo Gaetano Pollio.
Pochi mesi dopo l'ordinazione partì per gli Stati Uniti, dove rimase fino al 1974. Dal 1975 fu missionario in Sierra Leone, mentre nel 1985 rientrò in Italia per assumere l'incarico di direttore del seminario di Ancona, in qualità di padre dei novizi.

### Ministero episcopale
Il 17 novembre 1986 papa Giovanni Paolo II lo nominò vescovo di Makeni; succedette ad Augusto Fermo Azzolini, dimessosi per raggiunti limiti di età. Il 6 gennaio 1987 ricevette l'ordinazione episcopale, nella basilica di San Pietro in Vaticano, per imposizione delle mani dello stesso pontefice, co-consacranti gli arcivescovi Eduardo Martínez Somalo e José Tomás Sánchez.
La diocesi di Makeni è una delle quattro diocesi della Sierra Leone, paese in cui i cattolici non superano la percentuale del 10%.
Fin dall'inizio della guerra civile nel 1991, sostenne l'impegno della Caritas diocesana di Makeni nel sostegno e nell'aiuto a sfollati e profughi; dopo il colpo di Stato del 1997 inoltre la diocesi si occupò direttamente sia dei bambini coinvolti nelle Forze di Combattimento (CAFF) sia dei bambini e delle bambine sottratti alle loro famiglie a causa della guerra.
Il 6 maggio 1999 lanciò, tramite l'agenzia MISNA, un appello alla pace dopo aver visto di persona i drammi della guerra e della fame subiti dalla popolazione. Nello stesso mese si susseguirono notizie che gli insorti avessero rapito due missionari e avessero preso in ostaggio alcuni minori con l'intento di arruolarli nelle loro file.
Il 25 maggio 1999 ebbe inizio la trattativa di pace tra le due fazioni con la mediazione di monsignor Biguzzi come membro del Consiglio interreligioso della Sierra Leone (un organismo riunente i capi delle comunità cattoliche, protestanti e musulmane del Paese).
Fu poi protagonista dell'accordo di pace siglato nel luglio del 2003 tra il presidente della Sierra Leone Ahmed Tejan Kabbah e il leader del RUF (Fronte Unito Rivoluzionario) Foday Sankoh.
Il 7 gennaio 2012 papa Benedetto XVI accolse la sua rinuncia, presentata per raggiunti limiti d'età, al governo pastorale della diocesi di Makeni; gli succedette Henry Aruna, del clero di Kenema, il quale, a causa del rifiuto della sua nomina da parte della popolazione, non prenderà mai possesso della diocesi.
Da vescovo emerito tornò a vivere in Italia, dapprima a Brescia e poi a San Pietro in Vincoli. Si trasferì infine presso la casa madre dei saveriani a Parma.
Morì a Parma il 1º luglio 2024 all'età di 88 anni. Dopo le esequie, celebrate il 9 luglio dal vescovo Douglas Regattieri nel santuario del Sacro Cuore di Gesù a Martorano di Cesena, fu sepolto nel cimitero dei padri saveriani a Makeni.

## Genealogia episcopale
La genealogia episcopale è:
- Cardinale Scipione Rebiba
- Cardinale Giulio Antonio Santori
- Cardinale Girolamo Bernerio, O.P.
- Arcivescovo Galeazzo Sanvitale
- Cardinale Ludovico Ludovisi
- Cardinale Luigi Caetani
- Cardinale Ulderico Carpegna
- Cardinale Paluzzo Paluzzi Altieri degli Albertoni
- Papa Benedetto XIII
- Papa Benedetto XIV
- Papa Clemente XIII
- Cardinale Enrico Benedetto Stuart
- Papa Leone XII
- Cardinale Chiarissimo Falconieri Mellini
- Cardinale Camillo Di Pietro
- Cardinale Mieczysław Halka Ledóchowski
- Cardinale Jan Maurycy Paweł Puzyna de Kosielsko
- Arcivescovo Józef Bilczewski
- Arcivescovo Bolesław Twardowski
- Arcivescovo Eugeniusz Baziak
- Papa Giovanni Paolo II
- Vescovo Giorgio Biguzzi, S.X.

## Onorificenze
Nel 2000 ricevette il premio Colombe d'Oro per la Pace da parte dell'Istituto di Ricerche Internazionali Archivio Disarmo.